# Edgar Davids
Edgar Steven Davids, född 13 mars 1973 i Paramaribo, Surinam, är en nederländsk före detta landslagsspelare i fotboll. Han avslutade sin karriär i Barnet FC i England som spelande tränare. 
Edgar Davids är känd som en defensiv mittfältare med stor arbetskapacitet. Han kom fram i Ajax ungdomsakademi, etablerade sig i a-laget och var med och vann bland annat Champions League 1995 innan han flyttade till storklubbar utomlands. I maj 2001 stängdes Davids av från spel för en tid av Fifa, detta efter att ha testat positivt för nandrolon, en anabol steroid. Edgar Davids lider av ögonsjukdomen glaukom (grön starr) som kräver att han har på sig skyddsglasögon. Detta, tillsammans med hans dreadlocks, gjorde honom till en av de mest igenkännbara fotbollsspelarna under sin tid som aktiv.

## Meriter
- EM-turneringar: 1996, 2000, 2004
- VM-turneringar: 1998
- Uefa Champions League: 1995